# Filipa Gonçalves
Filipa Gonçalves (Lisboa, 2 de abril de 1980) es una modelo y actriz portuguesa transgénero, que recibió en 2010 el Premio Arcoíris por su lucha contra la discriminación basada en la identidad de género.

## Trayectoria
Gonçalves se convirtió en modelo en 1999, formando parte del equipo de la agencia portuguesa DXL Models. Como modelo, ha trabajado principalmente en desfiles de moda y editoriales para varias marcas y modistos, especialmente portugueses.
Como actriz, participó en la serie Camilo e Filho (2000), en algunos vídeos para el ex programa de SIC Sex Appeal, también fue concursante de la segunda edición del concurso TVI Quinta das Celebridades, y participó en Você na TV !. Filipa también participó en el SIC Splash! celebridades.
Hija menor del futbolista Tamagnini Nené exjugador del Benfica, y su mujer Iria, a los tres años Filipa ya acudía a psicólogos y psiquiatras por su disforia de género. A los trece años, se escapó de casa con una amiga, pero las dos fueron interceptadas por la policía. Según ella, durante la pubertad, el desarrollo de su cuerpo no siguió un patrón masculino. Mujer transgénero, comenzó su proceso de transición a los 16 años y se sometió a una cirugía de reasignación de sexo a los 18 años en 1999. 
En septiembre de 2005, la modelo estuvo en Brasil, en compañía del colega Alexandre Frota, quien también participó en A quinta das Celebridades.
Soltera, Filipa Gonçalves vive en el barrio del Benfica, en Lisboa.

## Reconocimientos
En 2010, fue reconocida con el Premio Arcoíris de la Asociación ILGA Portugal por su contribución, con el libro Obviamente Mulher, en la lucha contra la discriminación basada en la identidad de género.